# Josef Tománek

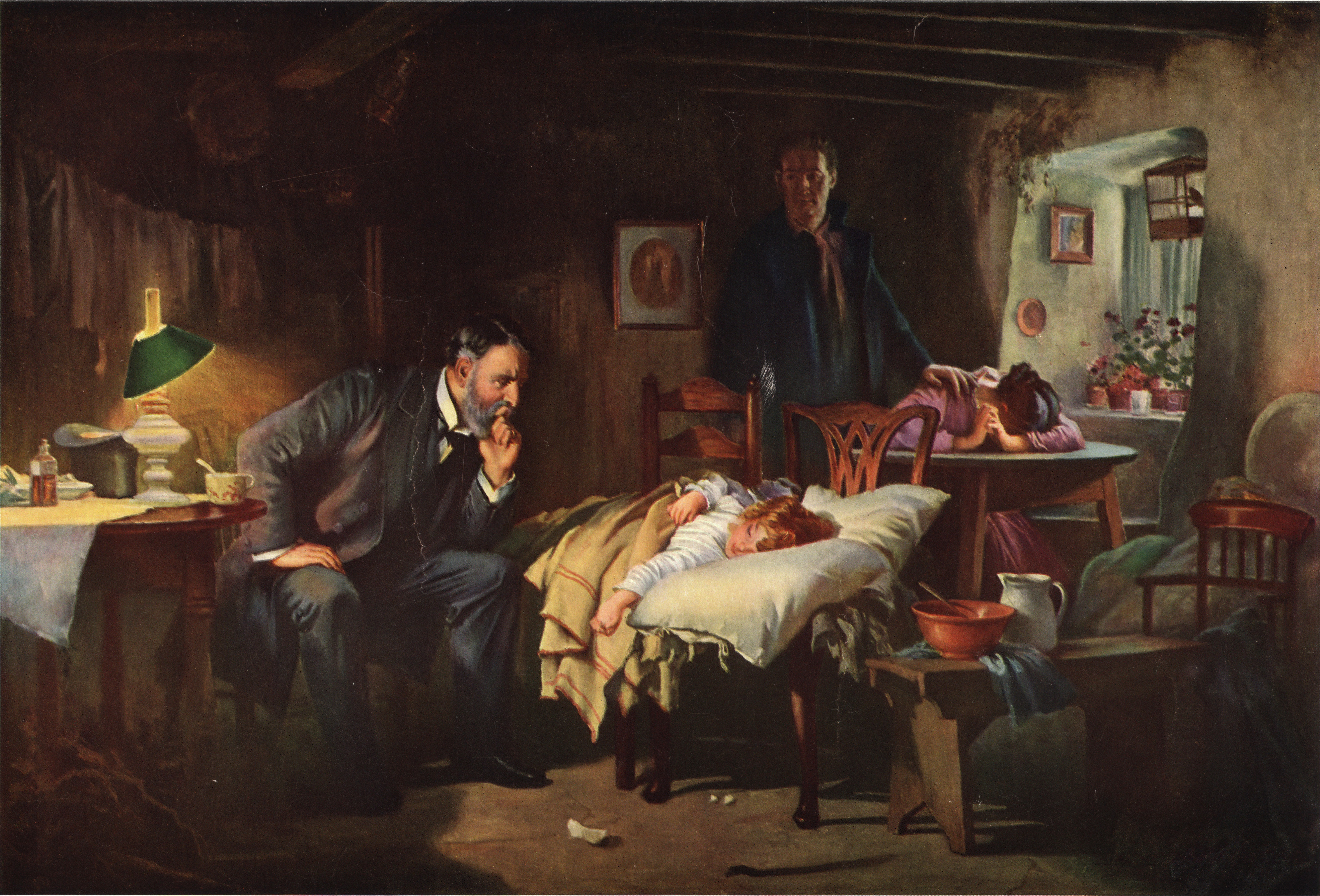
Lékař, 1933, podle předlohy Lukea Fildese

Josef Tománek, většinou uváděn anglickým jménem jako Joseph Tomanek (16. dubna 1889, Strážnice, České království] – 31. prosince 1974, Berwyn, Illinois) byl česko-americký malíř, který většinu života tvořil v americkém Chicagu. Ve své tvorbě byl ovlivněn Williamem Bouguereauem.

## Život a tvorba
Josef Tománek se narodil 16. dubna 1889 v moravské Strážnici u Hodonína, tehdy Českém království (Rakousku-Uhersku).
Nejprve studoval na pražské Akademii výtvarných umění a v roce 1910 odešel do USA, kde studoval na chicagském Institutu umění. Jeho profesory byli Albert Henry Krehbiel, Antonín Štěrba a Karl Albert Bühr.
Svou inspiraci hledal u Bouguereaua a byl spojován s Bohemian Arts Club v Chicagu.
V roce 1933 namaloval kopii obrazu Lékař anglického malíře Luka Fildese z roku 1891, který byl občas zaměňován s originálem.
Josef Tománek zemřel 31. prosince 1974 v Berwynu v Illinois.